# Lins Lima de Brito
Lins Lima de Brito (ur. 11 września 1987) – brazylijski piłkarz występujący na pozycji napastnika.

## Kariera piłkarska
Od 2004 roku występował w Camaçariense, Mogi Mirim, São Caetano, Paulista, Guaratinguetá, Ponte Preta, Mirassol, Criciúma, Grêmio, ABC, Itumbiara, Gamba Osaka i Figueirense.